# Reichenbach (Vogtland) Oberer Bahnhof
Reichenbach (Vogtland) Oberer Bahnhof – stacja kolejowa w Reichenbach im Vogtland, w kraju związkowym Saksonia, w Niemczech. Znajdują się tu 3 perony.